# Gentleman Jo... uccidi
Gentleman Jo... uccidi è un film del 1967, diretto da Giorgio Stegani.

## Trama
In una cittadina di frontiera una feroce banda semina il terrore, e poi arriva Jo, un giocatore accanito che subito rischia l'impiccagione per una questione di gioco. Suo fratello Clay, che rappresenta l'autorità governativa degli Stati Uniti in attesa di truppe, ma si scopre che vengono uccise dai banditi, e salva Jo dall'impiccagione. Ma poco dopo Clay viene ucciso e il fratello decide di vendicarli.